# Охотский, Владимир Павлович
Охотский Владимир Павлович (28 января 1924 года, Смоленск — 30 октября 2016 года, Москва) — советский и российский травматолог, доктор медицинских наук (1971), профессор, академик РАМТН, инициатор создания травматологических пунктов в Москве, главный травматолог Комитета здравоохранения города Москвы (1971—2001), научный руководитель отделения неотложной травматологии НИИ скорой помощи имени Н. В. Склифосовского, заслуженный деятель науки РФ.

## Биография
Родился в Смоленске в семье учителей. В 1926 году семья переехала в Москву. В 1941 году поступил в 4-й московский медицинский институт, однако в октябре 1941 года забрал документы, чтобы уйти добровольцем на фронт. Получил отказ и был направлен работать на вагоноремонтный завод.
В 1942 году был направлен военкоматом в Свердловск на учёбу в военно-медицинское фельдшерское училище. 26 июня 1942 года в звании младшего лейтенанта медицинской службы был прикомандирован в 16 литовскую стрелковую дивизию, где стал командиром медико-санитарного взвода стрелкового батальона 249 стрелкового полка. Участвовал в боях на 1-м Прибалтийском и 1-м Дальневосточном фронтах. В октябре 1944 года был ранен под Науместисом, перенес туберкулёз лёгких.
После войны поступил во 2-й Московский медицинский институт. В 1953 году поступил в аспирантуру на кафедру хирургии под руководством профессора А. А. Бусалова. В 1957 году Охотский был приглашен профессором В. А. Чернавским на должность ассистента. В 1959 году защитил кандидатскую диссертацию. В 1971 году защитил докторскую диссертацию.
С 1971 года начал работать в НИИ скорой помощи имени Н. В. Склифосовского руководителем отделения неотложной травматологии (1971—2001), образованного из слияния двух травматологических клиник, которыми с 1961 года руководили главный травматолог Москвы, профессор И. И. Соколов и кандидат медицинских наук П. Н. Петров. Охотский стал основоположником метода функционального лечения переломов костей, особое внимание уделял организации специализированной экстренной помощи пострадавшим с повреждениями кисти.
С 1971 по 2001 год являлся главным травматологом города Москвы, организовав оказание москвичам амбулаторной травматологической помощи населению.
C 2001 года и до выхода на пенсию — главный научный сотрудник отделения неотложной травматологии опорно-двигательного аппарата НИИ скорой помощи имени Н. В. Склифосовского.
Автор более 300 научных работ, более 30 методических рекомендаций, обладатель 11 авторских свидетельств на изобретения. Под его руководством выполнены около 40 диссертаций.
Скончался 30 октября 2016 года в Москве.

## Избранные труды
- Охотский В. П., Сувалян А. Г. Оперативное лечение несросшихся переломов и ложных суставов голени методом интрамедуллярной фиксации массивными металлическими штифтами: Методические рекомендации. — Москва: М-во здравоохранения РСФСР. Гл. упр. науч.-исслед. ин-тов и координации науч. исследований, 1974. — 19 с.

- Охотский В. П. Интрамедуллярный остеосинтез массивными металлическими штифтами. — Москва: Медицина, 1988. — 127 с.
- Охотский В. П., Сергеев С. В. Переломы дистального отдела плечевой кости // Советская медицина: Научно-практический журнал. 1991. № 4. С. 83—87.

## Награждён
- Орден Красной Звезды(1945)[10]
- Орден Красной Звезды (1945)[10]

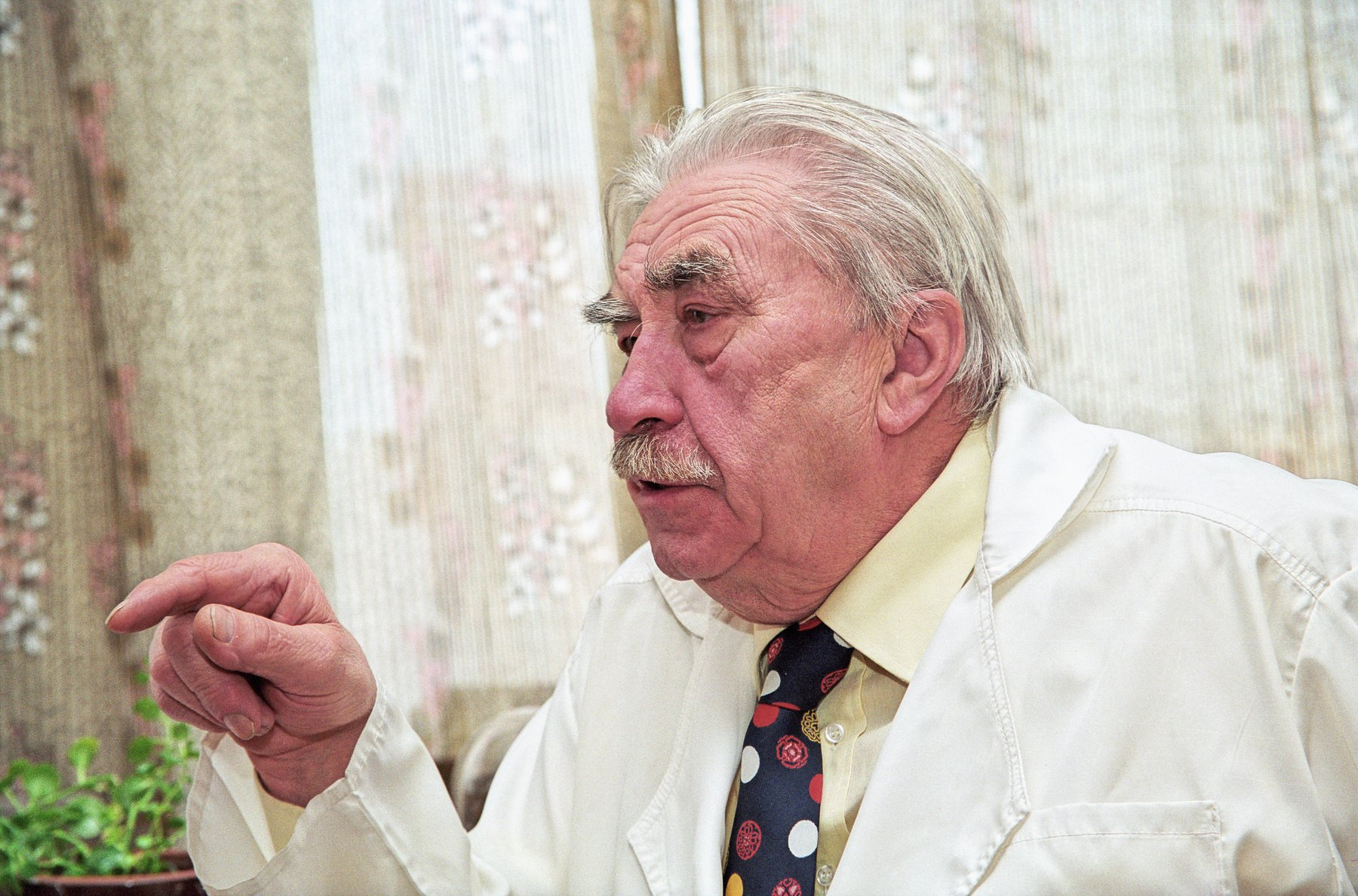

- Орден Отечественной Войны 1 степени (1985)[10]
- Орден Отечественной Войны 2 степени (1944)[10]
- Медаль «За победу над Германией в Великой Отечественной войне 1941—1945 гг.» (1945)[10]
- Медаль «За победу над Японией»[10]

### Удостоен званий
- Лауреат премии Мэрии Москвы в области медицины (1997)[11],
- Заслуженный деятель науки Российской Федерации (1995)[12].